# 奥里奥勒
奥里奥勒（法語：Oriolles，法語發音：[ɔʁjɔl]）是法国夏朗德省的一个市镇，位于该省南部偏西，属于干邑区。

## 地理
奥里奥勒（45°21'39"N, 0°7'38"W）面积18.3 平方千米，位于法国新阿基坦大区夏朗德省，该省份为法国西部内陆省份，北起德塞夫勒省和维埃纳省，东临上维埃纳省，东南至多尔多涅省，南至多爾多涅省，西接滨海夏朗德省。
与奥里奥勒接壤的市镇（或旧市镇、城区）包括：布瓦布勒托、希亚克、孔代翁、吉藏雅尔、图韦拉克。

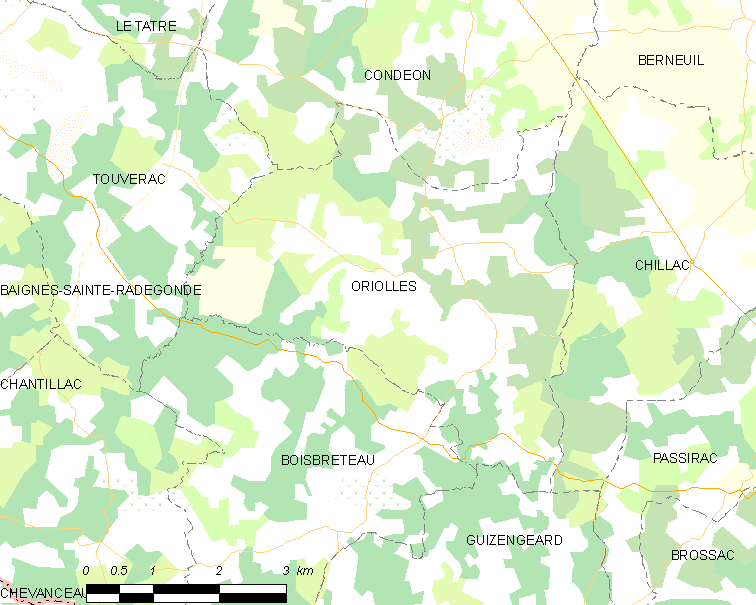
奥里奥勒的OSM定位图

奥里奥勒的时区为UTC+01:00、UTC+02:00（夏令时）。

## 行政
奥里奥勒的邮政编码为16480，INSEE市镇编码为16251。

## 政治
奥里奥勒所属的省级选区为夏朗德南县。

## 人口

1962-2008年间奥里奥勒人口变化图示

奥里奥勒于2022年1月1日时的人口数量为245人。